# Havoc (Hip-Hop-Musiker)
Havoc (* 21. Mai 1974 als Kejuan Muchita in Queens, New York City) ist ein US-amerikanischer Hip-Hop-Produzent und Rapper der Stilrichtungen Hardcore-Rap, Eastcoast-Hip-Hop und Gangsta-Rap. Bekannt wurde er als eine Hälfte des Duos Mobb Deep.

## Biografie
Havoc wuchs in Queensbridge auf. Von dort stammte auch Prodigy, den er jedoch in Manhattan an der Graphic Arts High School traf, die beide als Schüler besuchten. Das gemeinsame Interesse der beiden an Hip-Hop führte 1992 zur Gründung des Duos Mobb Deep, das ab 1993 einen Plattenvertrag hatte und 1995 mit The Infamous seinen kommerziellen Durchbruch erlebte.
Havoc war auf den Veröffentlichungen Mobb Deeps sowohl als Rapper tätig, als auch der Hauptproduzent. Vor allem mit seinen Produktionen arbeitete er auch außerhalb des Duos, so trug er unter anderem zu It Was Written und Nastradamus von Nas, Tical 2000: Judgement Day und 4:21… The Day After von Method Man, Kiss of Death von Jadakiss, Duets: The Final Chapter von The Notorious B.I.G., Curtis und Before I Self Destruct von 50 Cent und Recovery von Eminem bei.
2007 und 2008 gab er auch erstmals Soloalben heraus: sowohl auf The Kush, als auch auf Hidden Files produzierte er jedes Lied und war auf allen Stücken als Rapper zu hören. Mit The Kush erreichte er auch erstmals unter eigenem Namen eine Chartplatzierung, als das Werk für eine Woche auf Position 173 der Billboard 200 gelangte. Hidden Files blieb dagegen ohne kommerzielle Bedeutung.
2013 folgte ein weiterer Langspieler, passend zum Erscheinungsjahr und Havocs Glückszahl mit 13 betitelt. Im Gegensatz zu seinen ersten Soloprojekten wurde hier die Produktion auch teilweise von anderen Künstlern übernommen. Der Tonträger war etwas erfolgreicher als der Vorgänger, wurde jedoch nur in den Spartencharts R&B Albums des Billboard-Magazins geführt.
Im Mai 2016 erschien schließlich ein Kollaboalbum mit The Alchemist unter dem Namen The Silent Partner.

## Diskografie
Alben
- 2007: The Kush
- 2008: Hidden Files
- 2013: 13
- 2016: The Silent Partner (mit The Alchemist)

## Weblink
- Havoc bei AllMusic (englisch)